# Carablanc barrat
El carrablanc barrat (Aphelocephala nigricincta) és una espècie d'ocell de la família dels acantízids (Acanthizidae) que habita arbusts, praderies àrides i deserts de l'interior d'Austràlia.
El seu nom específic, nigricinctus, significa 'de bandes negres' en llatí.